# Vyškovce nad Ipľom

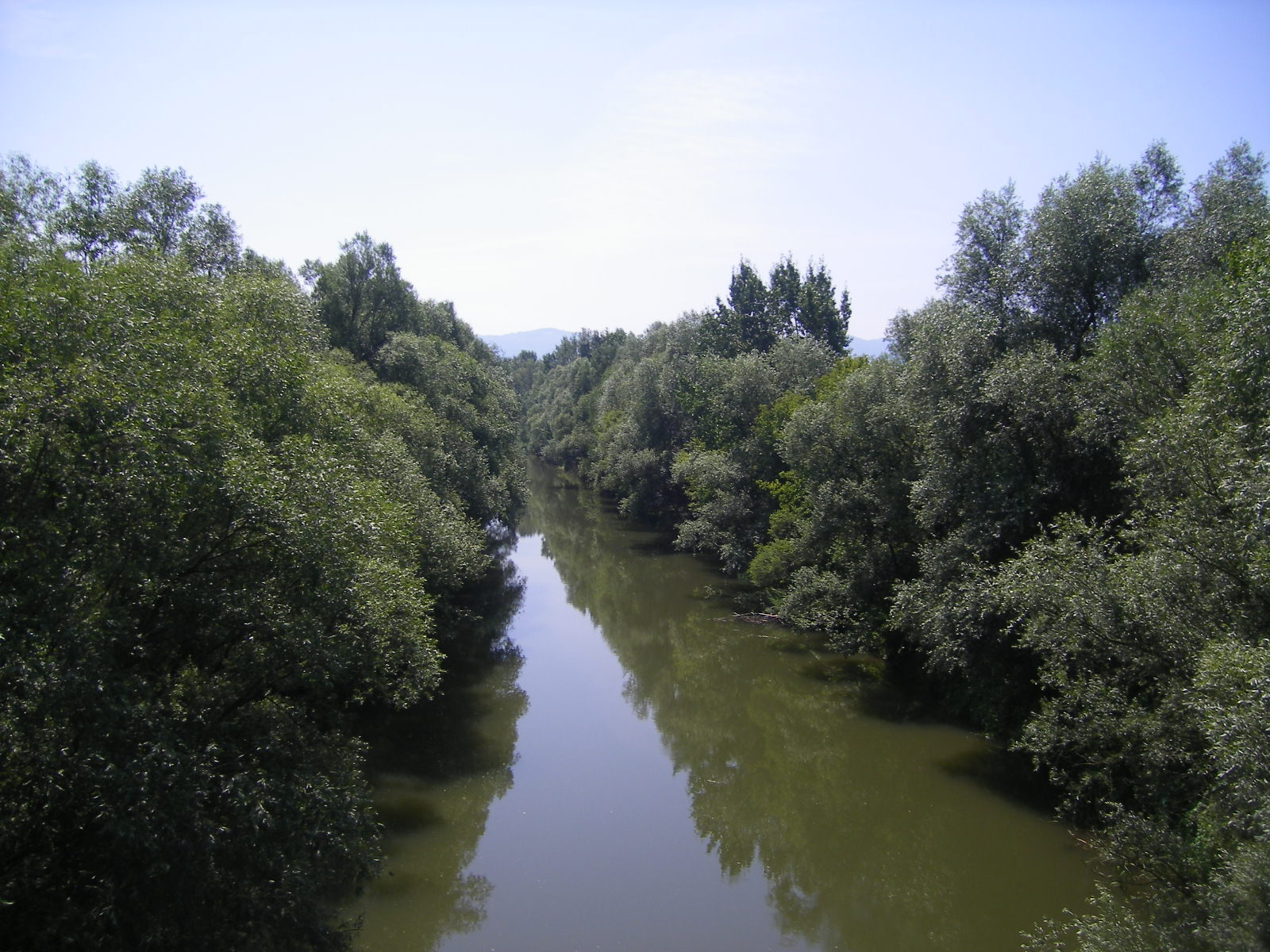
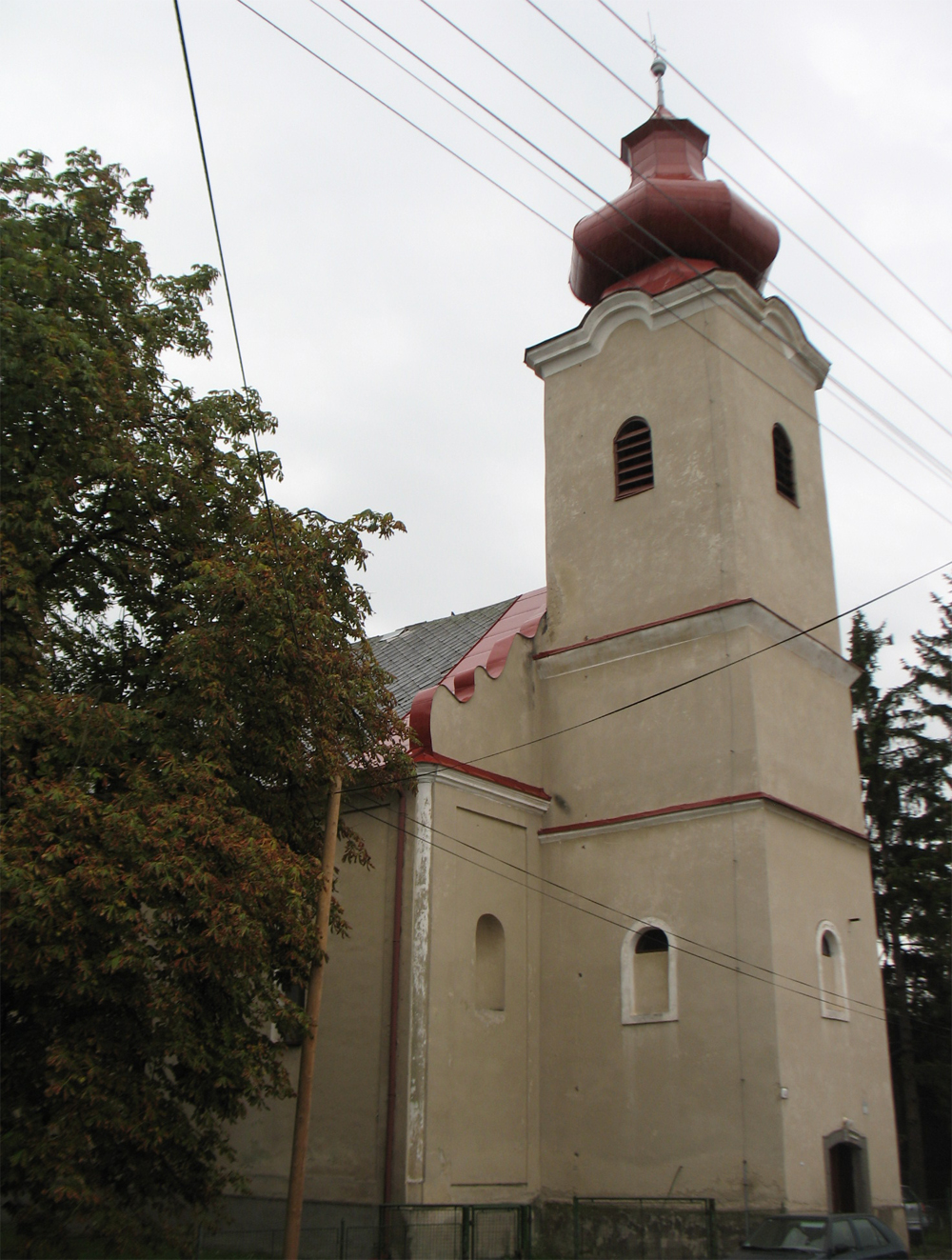
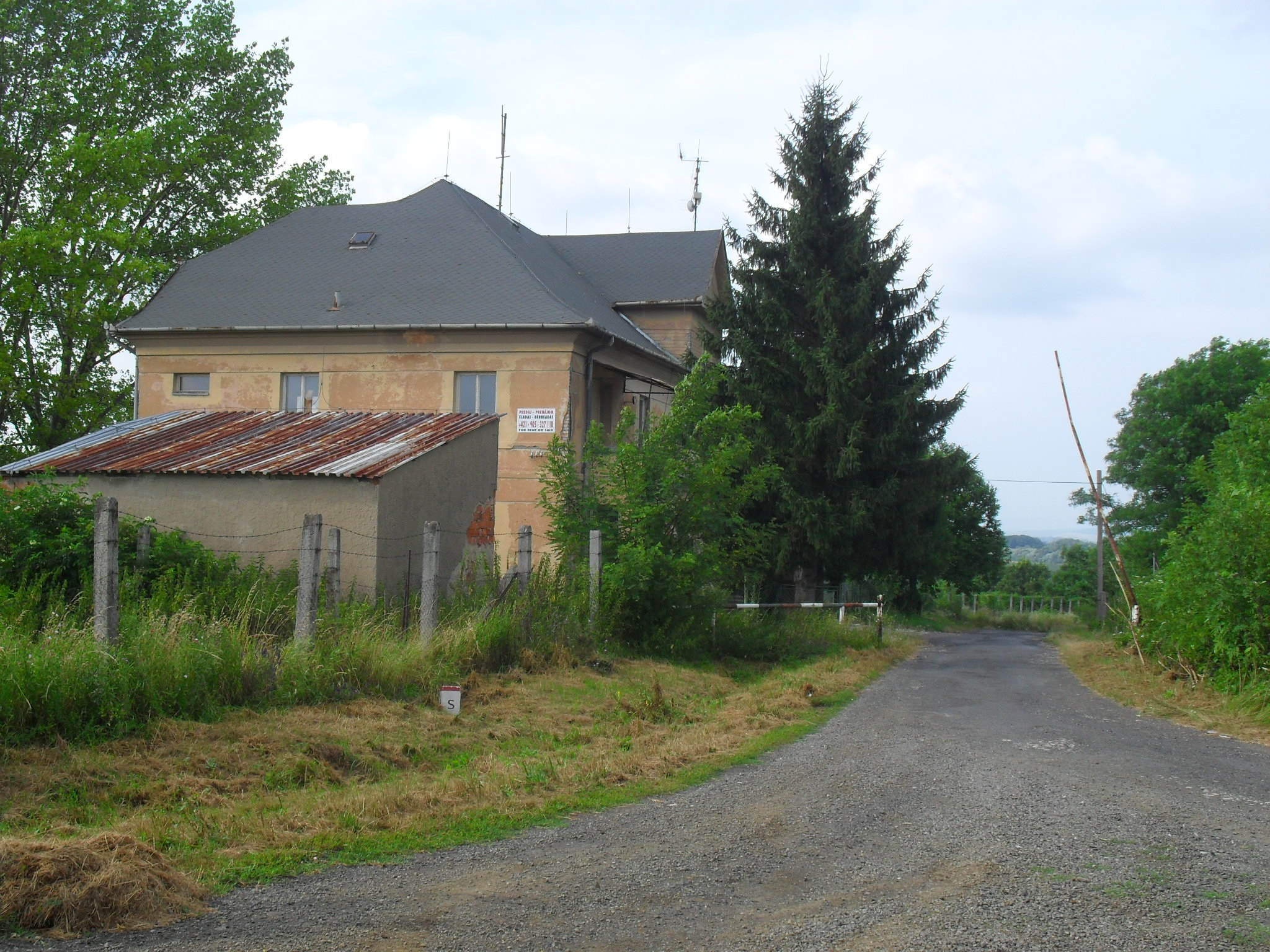

Vyškovce nad Ipľom (Hongaars: Ipolyvisk) is een Slowaakse gemeente in de regio Nitra, en maakt deel uit van het district Levice.
Vyškovce nad Ipľom telt 676 inwoners.